# Новое Гарколово
Новое Гарколово — деревня в Вистинском сельском поселении Кингисеппского района Ленинградской области.

## История
На карте Санкт-Петербургской губернии Ф. Ф. Шуберта 1834 года обозначена деревня Ильиши и в ней Таможенная станция.

ИЛЬИШИ — деревня принадлежит полковнику барону Притвицу, число жителей по ревизии: 22 м. п., 16 ж. п. (1838 год)

В пояснительном тексте к этнографической карте Санкт-Петербургской губернии П. И. Кёппена 1849 года она записана как деревня Ilieshi (Гарколово, ранее Илье́ши) и указано количество её жителей на 1848 год: ижоры — 22 м. п., 24 ж. п., всего 46 человек, которые относились к православному Сойкинскому Николаевскому приходу.
Деревня Ильиши упоминается на карте профессора С. С. Куторги 1852 года.

ИЛЬЕШИ — деревня генерал-лейтенанта Притвица, 10 вёрст по почтовой, а остальное по просёлкам, число дворов — 6, число душ — 20 м. п. (1856 год)

НОВО-ГАРКОЛОВО (ИЛЬЕШИ) — деревня, число жителей по X-ой ревизии 1857 года: 28 м. п., 27 ж. п., всего 55 чел.

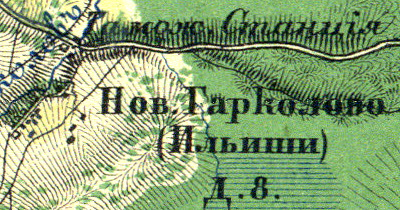
Деревня Новое Гарколово на карте 1860 года

Согласно «Топографической карте частей Санкт-Петербургской и Выборгской губерний» в 1860 году деревня называлась Новое Гарколово или Ильиши и состояла из 8 крестьянских дворов. К югу и смежно с ней находилась деревня Ловколово, к северу — таможенная станция.

ИЛЬИШИ (НОВОЕ ГАРКОЛОВО) — деревня владельческая при речке безымянной, число дворов — 8, число жителей: 50 м. п., 29 ж. п. (1862 год)

НОВО-ГАРКОЛОВО (ИЛЬЕШИ) — деревня, по земской переписи 1882 года: семей — 14, в них 36 м. п., 28 ж. п., всего 64 чел.

НОВО-ГАРКОЛОВО (ИЛЬЕШИ) — деревня, число хозяйств по земской переписи 1899 года — 18, число жителей: 49 м. п., 50 ж. п., всего 99 чел.;
 разряд крестьян: бывшие владельческие; народность: русская — 16 чел., финская — 76 чел., смешанная — 7 чел.

В конце XIX — начале XX века деревня административно относилась к Стремленской волости 2-го стана Ямбургского уезда Санкт-Петербургской губернии. Население деревни было смешанным — финско-ижорским.
В 1917 году деревня Новое Гарколово входила в состав Стемленской волости Ямбургского уезда.
С 1917 по 1923 год деревня Новое Гарколово входила в состав Гарколовского сельсовета Сойкинской волости Кингисеппского уезда.
С 1923 года в составе Ловколовского сельсовета.
Согласно данным переписи населения СССР 1926 года в деревне Ново-Гарколово проживали 92 человека, большинство ижоры, а также русские.
С 1927 года в составе Котельского района.
В 1928 году население деревни Новое Гарколово составляло 333 человека.

План деревни Новое Гаркалово. 1938 год

Согласно топографической карте 1930 года деревня называлась Ново-Горколово (Ильеши) и насчитывала 22 двора.
С 1931 года в составе Кингисеппского района.
По данным 1933 года деревня Новое Гарколово являлась административным центром Ловколовского сельсовета Кингисеппского района, в который входили 4 населённых пункта: деревни Новое Гарколово, Криворучье, Ловколово и село Гарколово, общей численностью населения 832 человека.
По данным 1936 года в состав Ловковского сельсовета входили 4 населённых пункта, 185 хозяйств и 3 колхоза, административным центром сельсовета была деревня Лолвколово.
Согласно топографической карте 1938 года деревня называлась Ново-Горколово (Ильеши) и насчитывала 20 дворов.
Деревня была освобождена от немецко-фашистских оккупантов 1 февраля 1944 года.
С 1950 года в составе Стремленского сельсовета.
В 1958 году население деревни Новое Гарколово составляло 139 человек.
С 1959 года в составе Сойкинского сельсовета.
По данным 1966, 1973 и 1990 годов деревня Новое Гарколово также входила в состав Сойкинского сельсовета Кингисеппского района.
В 1997 году в деревне Новое Гарколово проживали 10 человек, в 2002 году — 13 человек (все русские), деревня входила в состав Сойкинской волости с центром в деревне Вистино, в 2007 году — 5 человек.

## География
Деревня расположена в северной части района на автодороге 41А-007 (Санкт-Петербург — Ручьи).
Расстояние до административного центра поселения — 16 км.
Расстояние до железнодорожной платформы Косколово — 31 км.
Деревня находится на Сойкинском полуострове у побережья Финского залива.

## Демография
| 1862 | 2007 | 2010 | 2017 |
| ---- | ---- | ---- | ---- |
| 79   | ↘5   | ↗7   | ↘5   |

### Национальный состав
Согласно данным Всероссийской переписи населения 2021 года в деревне проживали 2 человека, все русские.

## Улицы
Верхняя, Кленовая, Копорская, Ловколовская, Луговая, Речной переулок.